# Total Immersion
Total Immersion（TI，直譯「完全沉浸」）是一種游泳教學方法，由美國游泳教練泰瑞·羅克林發明。 主要重點是教導游泳者如何有效地在水中運動，通過節約力量並著重於水中的平衡和流線化，使推進的能量變得更加有效率。基本原則包括增強可持續性、減少阻力和全身運動。

## 原則
TI講求有效率的游泳方式，內容包括：放鬆、平衡、重心轉移、滑行，利用人體在水中的身體運動，作為加強前進的力量；同時，利用平衡來減少阻力，避免不必要的出力，儘量依照人體工學的放鬆法則來運動。TI專注於大腦如何獲取運動技能的新信息，許多人認為類似與瑜伽或太極拳的練習方法。

### 平衡
TI的平衡原理適用於在流體介質中移動的任何物體，無論是船、潛艇、水生哺乳動物或是魚類。TI通過專注教學和訓練，使游泳者的臀部保持在水面附近，從而減少身體的阻力，增加更高的效率和減低身體的阻力。游泳者先在水中練習保持平衡，臀部、肩膀和頭部與水面齊平，身體就像蹺蹺板一樣，以肺為支點。因為腿部通常比頭和上身重，所以游泳者必須集中精力使肺向前突出，以使臀部浮於水面。通過降低頭部的位置，將手臂放於肺部的前方重複擺動，有助於保持身體的平衡，就像蹺蹺板通過增加一側的重量來達到平衡，這種技巧稱為「前交叉划臂技術」（front quadrant swimming）。

### 流線化
游泳者在學習保持平衡後，將訓練重點集中於身體流線，這將有助於減少阻力，讓游泳更加有效率。靜態流線方法類似於「滑行」動作，游泳者將手臂向前延伸產生一個引導點，身體緊隨其後形成類似於魚雷或彈頭形狀；主動流線方法是身體從右側向左側轉動時，保持身體位置的流線。游泳者反覆幾次練習，直到感覺動作自然為止，在水中保持流線的身體姿勢，有助於減少波浪阻力，並使游泳者更容易向前推進。

### 推進力
游泳者在水中須要克服阻力，才能產生向前推進的力量，產生推進力需要利用肌肉的力量，游泳需要付出更多的能量。TI教導游泳者將阻力減至最少化，並與身體位置協調和練習，使用最少的力量來提高效率。
TI練習技巧將推進技術分為兩個部分，前半部將身體向前「拉進」，後半部通過踢的動作來「推進」，將身體從左側流線轉到右側流線，最後強調全身的融合。TI並沒有增加游泳者腿部踢力或手臂拉力的力量，而是通過適時的二拍打水動作，強調協調的交叉運動來增進效率。

## 目標
TI具有系統的技能發展能力，是入門級的成年游泳者、鐵人三項運動員、遠距離游泳者和健康游泳者的流行游泳技術。

## 衍生閱讀
- 泰瑞·羅克林.  [Extraordinary Swimming for Every Body ：A Guide to Swimming Better Than You Ever Imagined]. 聯經出版公司. 2007. ISBN 9789570831337.
- Kassinger, Ruth. . Health 19 (5). Jun 2005: 78–84..
- Laughlin, Terry; John Delves. . Fireside. 2004. ISBN 0-7432-5343-4.
- Laughlin, Terry. . Total Immersion Inc. 2004. ISBN 1-931009-07-4.
- Laughlin, Terry. . Total Immersion Inc. 2001. ISBN 1-931009-01-5.

## 外部連結
- Total Immersion Official Website （页面存档备份，存于）